# Guilherme IV, Grão-Duque de Luxemburgo
Guilherme IV, Grão-Duque de Luxemburgo (22 de abril de 1852 — 25 de fevereiro de 1912) foi o filho mais velho de Adolfo, Grão-Duque de Luxemburgo e de sua segunda esposa, a princesa Adelaide Maria de Anhalt-Dessau. Ele tornou-se o quinto Grão-Duque de Luxemburgo com a morte de seu pai, a 17 de novembro de 1905.

## Biografia
Em 21 de junho de 1893, Guilherme desposou a infanta Dona Maria Ana de Bragança, filha do deposto rei Dom Miguel I de Portugal e da princesa Adelaide de Löwenstein-Wertheim-Rosenberg. O casal teve seis filhas, mas nenhum filho.
A religião da Casa de Nassau-Weilburg apenas mudou quando Guilherme, que era protestante, casou-se com Maria Ana, que acreditava que um país católico deveria ter um monarca católico. Desde então, todos os outros grão-duques de Luxemburgo têm sido católicos.
Quando seu tio, o príncipe Nicolau Guilherme de Nassau, morreu, em 1905, o único outro membro masculino e legítimo da Casa de Nassau-Weilburg era o primo de Guilherme, Jorge Nicolau, Conde de Merenberg, fruto docasamento morganático de Nicolau Guilherme. Em 1907, Guilherme IV declarou os condes de Merenberg não-dinásticos, nomeando sua filha mais velha, Maria Adelaide (1894-1924) como herdeira ao trono grão-ducal. Ela se tornou o primeiro monarca feminino reinante de Luxemburgo com a morte de seu pai, em 1912. Em 1919, abdicou em favor de sua irmã Carlota (1896-1985). O atual grão-duque de Luxemburgo, Henrique, é neto de Carlota.

## Descendência
- Maria Adelaide, Grã-Duquesa de Luxemburgo (1894-1924), morreu solteira e sem filhos.
- Carlota, Grã-Duquesa de Luxemburgo (1896-1985), que desposou o príncipe Félix de Bourbon-Parma.
- Hilda de Luxemburgo (1897-1979), que desposou o príncipe Adolfo de Schwarzenberg.
- Antonieta de Luxemburgo (1899-1954), que desposou Ruperto, Príncipe Herdeiro da Baviera.
- Isabel de Luxemburgo (1901-1950), que desposou o príncipe Luís Filipe de Thurn e Taxis.
- Sofia de Luxemburgo (1902-1941), que desposou o príncipe Ernesto da Saxônia, filho do rei Frederico Augusto III da Saxônia.